# Rusichthys explicitus
Rusichthys explicitus är en fiskart som beskrevs av Winterbottom, 1996. Rusichthys explicitus ingår i släktet Rusichthys och familjen Pseudochromidae. Inga underarter finns listade i Catalogue of Life.